# Draßmarkt
Draßmarkt é um município da Áustria localizado no distrito de Oberpullendorf, no estado de Burgenland.